# Secretariaat voor de Economie
Het Secretariaat voor de Economie is een dicasterie van de Romeinse Curie.
Het secretariaat werd op 24 februari 2014 ingesteld door paus Franciscus door middel van de afkondiging van een motu proprio, Fidelis et dispensator prudens. Het is, na het staatssecretariaat, de tweede dicasterie die de naam secretariaat draagt.
Het secretariaat heeft gezag over alle economische activiteiten van de Heilige Stoel en van Vaticaanstad en is te vergelijken met een ministerie voor economie en financiën. Het heeft onder meer de supervisie over de activiteiten van een vijftienkoppige, eveneens op 24 februari 2014 ingestelde Raad voor de Economie, bestaande uit zowel geestelijken als leken met een expertise in financiën en economie.
In 2016 werden de taken en bevoegdheden van de opgeheven prefectuur voor de Economische Zaken van de Heilige Stoel ondergebracht bij het secretariaat.
Aan het hoofd van het secretariaat staat een prefect; sinds 1 december 2022 wordt deze functie bekleed door Maximino Caballero Ledo.